# Portugisisk grammatik
Hovedartikel: Portugisisk
Portugisisk er et romansk sprog og portugisisk grammatik har meget til fælles med de andre romanske sprog (spansk, italiensk m.fl.).

## Bogstaver og udtale

### Alfabetet
| A | B | C | D | E | F | G | H | I | J | K | L | M | N | O | P | Q | R | S | T | U | V | W | X | Y | Z |
| a | b | c | d | e | f | g | h | i | j | k | l | m | n | o | p | q | r | s | t | u | v | w | x | y | z |

### Udtale
- h udtales ikke. Eks. Holanda, harmonia, hora
- lh udtales som lj. Eks. milhão, medalha, brilhante
- nh udtales som nj. Eks. vinho, linho, sardinha
- ch udtales som tonløs sje-lyd. Eks. China, chefe, choque
- c før a, o og u udtales som k. Eks. comédia, consulado, curva
- c før e og i udtales som s. Eks. centro, cigarro, cerimónia

### Betoning
Portugisisk betoning (tryk) følger stort set tre grundregler:
1. Flerstavelsesord som slutter på A - E - O betones (tryk) på næstsidste stavelse.
Eks. rosa, filme, piano
2. Flerstavelsesord ord som slutter på I - U - NASAL - DIFTONG - KONSONANT betones (tryk) på sidste stavelse.
Eks. aqui, bambus, balcão, hotel, motor
3. Accentuerede ord betonas (tryk) på den vokal som bærer accenttegnet. Accent aigu Eks. fábrica, café, rádio, lâmpada

### Skrifttegn
| Accent aigu  | ´ | betonet åben vokal   | café, fábrica, táxi |
| Accent grave | ` | a + a = à            | à                   |
| Cirkumflex   | ^ | betonet lukket vokal | lâmpada, câmera     |
| Tilde        | ~ | nasalvokal           | balcão, salão       |
| Cedille      | ç | c'et udtales som s   | almoço              |

## Artikler
|            | Maskulinum | Femininum |
| Singularis | o          | a         |
| Plural     | os         | as        |

Eksempel
| o piano   | pianoet   |
| os pianos | pianoerne |
| a sala    | en stue   |
| as salas  | stuerne   |

### Sammentrækninger
Visse forholdsord trækkes sammen med den bestemte artikel.
| a   | hos, til | ao   | à    | aos   | às    |
| de  | fra, af  | do   | da   | dos   | das   |
| em  | i        | no   | na   | nos   | nas   |
| por | gennem   | pelo | pela | pelos | pelas |

### Ubestemt artikel
|            | Maskulinum | Femininum |
| ---------- | ---------- | --------- |
| Singularis | um         | uma       |
| Plural     | uns        | umas      |

Eksempel
| um piano   | et piano      |
| uns pianos | flere pianoer |
| uma sala   | en stue       |
| umas salas | flere stuer   |

## Stedord

### Demonstrativa stedord
|            | den her, de her | den der, de der (tæt på) | den der, de der (langt væk) |
| Singularis |                 |                          |                             |
| mask.      | este            | esse                     | aquele                      |
| fem.       | esta            | essa                     | aquela                      |
| Plural     |                 |                          |                             |
| mask.      | estes           | esses                    | aqueles                     |
| fem.       | estas           | essas                    | aquelas                     |

### Possesive stedord
| Possessiva stedord | Possessiva stedord | Possessiva stedord | Possessiva stedord | Possessiva stedord | Possessiva stedord |
|                    | Person             |                    |                    |                    |                    |
| Mask.              | Person             | Fem.               | Mask.              | Fem.               |                    |
| ------------------ | ------------------ | ------------------ | ------------------ | ------------------ | ------------------ |
| Singularis         | 1.a                | meu                | minha              | meus               | minhas             |
| Singularis         | 2.a                | teu                | tua                | teus               | tuas               |
| Singularis         | 3.e                | seu                | sua                | seus               | suas               |
| Plural             | 1.a                | nosso              | nossa              | nossos             | nossas             |
| Plural             | 2.a                | vosso              | vossa              | vossos             | vossas             |
| Plural             | 3.e                | seu                | sua                | seus               | suas               |

## Talord

### Grundtal
| 0    | zero                  |
| 1    | um - uma              |
| 2    | dois - duas           |
| 3    | três                  |
| 4    | quatro                |
| 5    | cinco                 |
| 6    | seis                  |
| 7    | sete                  |
| 8    | oito                  |
| 9    | nove                  |
| 10   | dez                   |
| 11   | onze                  |
| 12   | doze                  |
| 13   | treze                 |
| 14   | catorze / quatorze    |
| 15   | quinze                |
| 16   | dezasseis / dezesseis |
| 17   | dezassete / dezessete |
| 18   | dezoito               |
| 19   | dezanove / dezenove   |
| 20   | vinte                 |
| 21   | vinte e um            |
| 22   | vinte e dois          |
| 23   | vinte e três          |
| 24   | vinte e quatro        |
| 25   | vinte e cinco         |
| 26   | vinte e seis          |
| 27   | vinte e sete          |
| 28   | vinte e oito          |
| 29   | vinte e nove          |
| 30   | trinta                |
| 31   | trinta e um           |
| 40   | quarenta              |
| 50   | cinquenta             |
| 60   | sessenta              |
| 70   | setenta               |
| 80   | oitenta               |
| 90   | noventa               |
| 100  | cem                   |
| 200  | duzentos              |
| 300  | trezentos             |
| 400  | quatrocentos          |
| 500  | quinhentos            |
| 600  | seiscentos            |
| 700  | setecentos            |
| 800  | oitocentos            |
| 900  | novecentos            |
| 1000 | mil                   |

### Ordenstal
| 1º  | primeiro        |
| 2º  | segundo         |
| 3º  | terceiro        |
| 4º  | quarto          |
| 5º  | quinto          |
| 6º  | sexto           |
| 7º  | sétimo          |
| 8º  | oitavo          |
| 9º  | nono            |
| 10º | décimo          |
| 11º | décimo-primeiro |
| 12º | décimo-segundo  |
| 13º | décimo-terceiro |
| 14º | décimo-quarto   |
| 15º | décimo-quinto   |
| 20º | vigésimo        |

## Navneord

### Genus
Portugisiske navneord deles ind i to genus: Maskulinum og Femininum.
De fleste ord på -O er maskuline.
De fleste ord på -A er feminine.
Ligeledes hører de ord til maskulinum som betegner maskuline væsener
og til femininum de ord som betegner feminine væsener.
| Femininum        | Maskulinum        |
| ---------------- | ----------------- |
| Feminine væsener | Maskulina væsener |
| sueca (svensk)   | sueco (svensk)    |
| senhora (dame)   | senhor (herre)    |
| -A               | -O                |
| fruta (frugt)    | piano (piano)     |
| sala (sal)       | grupo (gruppe)    |

### Plural
Det findes én grundregel for at danne plural:
| Ordet slutter på | Ordet danner plural gennem | Eksempel        |
| ---------------- | -------------------------- | --------------- |
| VOKAL            | VOKAL + S                  | piano - pianos  |
| KONSONANT        | KONSONANT + ES             | motor - motores |

De fleste navneord følger denne regel, men der findes en del ord som ikke følger reglen helt og holdent.
Det drejer sig om ord som:
| Ord der slutter på | Eksempel             |
| ------------------ | -------------------- |
| ÃO                 | balão - balões       |
| L                  | canal - canais       |
| M                  | garagem - garagernes |

### Genitiv
Portugisisk danner genitiv med hjælp af forholdsordet "de" (af). I eksemplet: de + a = da, de + o = do
| O piano da Sara     | Saras piano        |
| A capital da Itália | Italiens hovedstad |
| O centro da cidade  | Byens centrum      |

Også "sammensatte begreb" dannes med hjælp af "de".
| salada de frutas    | frugtsalat       |
| fábrica de tabaco   | tobaksfabrik     |
| máquina de escrever | skrivemaskine    |
| América do Sul      | Sydamerika       |
| pudim de chocolate  | chokoladebudding |

## Tillægsord

### Tillægsordenes placering
Tillægsordet står sædvanligvis efter navneordet i portugisisk.
Eksempel
| uma cadeira amarela | en gul stol |
| um carro vermelho   | en rød bil  |

### Tillægsordenes bøjning
Tillægsordene bøjes i køn og tal efter navneordene.
Eksempel
| uma cadeira amarela        | en gul stol               |
| duas cadeiras amarelas     | to gule stole             |
| um carro vermelho          | en rød bil                |
| dois carros vermelhos      | to røde biler             |
| um veterinário brasileiro  | en brasiliansk veterinær  |
| dois jogadores brasileiros | to brasilianske spillere  |
| um mecânico português      | en portugisisk mekaniker  |
| dois advogados portugueses | to portugisiske advokater |

### Regelmæssig gradbøjning
| Regelmæssige tillægsord | Regelmæssige tillægsord | Regelmæssige tillægsord | Regelmæssige tillægsord | Regelmæssige tillægsord | Regelmæssige tillægsord |
| ----------------------- | ----------------------- | ----------------------- | ----------------------- | ----------------------- | ----------------------- |
| alto                    | mais alto               | o mais alto             | høj                     | højere                  | højest                  |

### Uregelmæssig gradbøjning
| Uregelmæssige tillægsord | Uregelmæssige tillægsord                  | Uregelmæssige tillægsord                          | Uregelmæssige tillægsord | Uregelmæssige tillægsord | Uregelmæssige tillægsord |
| ------------------------ | ----------------------------------------- | ------------------------------------------------- | ------------------------ | ------------------------ | ------------------------ |
| bom boa                  | melhor                                    | o melhora melhor                                  | god                      | bedre                    | bedst                    |
| mau má                   | pior                                      | o pior a pior                                     | dålig                    | værre                    | værst                    |
| grande grande            | maior                                     | o maior a maior                                   | stor                     | større                   | størst                   |
| pequeno pequena          | menor / mais pequeno menor / mais pequena | o menor / o mais pequeno a menor / a mais pequena | lille                    | mindre                   | mindst                   |

## Verber

### Ser (permanent) - at være
| Personer        | Presens | Imperfekt | Perfekt |
| --------------- | ------- | --------- | ------- |
| eu              | sou     | æra       | fui     |
| tu              | és      | æras      | foste   |
| ele-ela-você    | é       | æra       | foi     |
| nós             | somos   | éramos    | fomos   |
| vós             | sois    | éreis     | fostes  |
| eles-elas-vocês | são     | eram      | foram   |

### Estar (midlertidig) - at være
| Personer        | Presens     | Imperfekt | Perfekt    |
| --------------- | ----------- | --------- | ---------- |
| eu              | estou       | estava    | estive     |
| tu              | estás       | estavas   | estiveste  |
| ele/ela/você    | está        | estava    | esteve     |
| nós             | estamos     | estávamos | estivemos  |
| vós             | estais      | estáveis  | estivestes |
| eles/elas/vocês | estlænderão | estavam   | estiveram  |

### Ter - at have
| Personer        | Presens | Imperfekt | Perfekt  |
| --------------- | ------- | --------- | -------- |
| eu              | tenho   | tinha     | tive     |
| tu              | tens    | tinhas    | tiveste  |
| ele/ela/você    | tem     | tinha     | teve     |
| nós             | temos   | tínhamos  | tivemos  |
| vós             | tendes  | tínheis   | tivestes |
| eles/elas/vocês | têm     | tinham    | tiveram  |

### Falar - at tale
| Personer        | Presens | Imperfekt | Perfekt  |
| --------------- | ------- | --------- | -------- |
| eu              | falo    | falava    | falei    |
| tu              | falas   | falavas   | falaste  |
| ele/ela/você    | fala    | falava    | falou    |
| nós             | falamos | falávamos | falámos  |
| vós             | falais  | faláveis  | falastes |
| eles/elas/vocês | falam   | falavam   | falaram  |

### Viver - at leve
| Personer        | Presens | Imperfekt | Perfekt  |
| --------------- | ------- | --------- | -------- |
| eu              | vivo    | vivia     | vivi     |
| tu              | vives   | vivias    | viveste  |
| ele/ela/você    | vive    | vivia     | viveu    |
| nós             | vivemos | vivíamos  | vivemos  |
| vós             | viveis  | vivíeis   | vivestes |
| eles/elas/vocês | vivem   | viviam    | viveram  |

### Abrir - at åbne
| Personer        | Presens | Imperfekt | Perfekt  |
| --------------- | ------- | --------- | -------- |
| eu              | abro    | abria     | abri     |
| tu              | abres   | abrias    | abriste  |
| ele/ela/você    | abre    | abria     | abriu    |
| nós             | abrimos | abríamos  | abrimos  |
| vós             | abris   | abríeis   | abristes |
| eles/elas/vocês | abrem   | abriam    | abriram  |

## Biord
| Portugisisk                     | Dansk         | Eksempel                            |
| ------------------------------- | ------------- | ----------------------------------- |
| Rum-biord                       |               |                                     |
| aqui                            | her           | Eu estou aqui.                      |
| debaixo                         | under         | Ele está debaixo da árvore.         |
| perto                           | tæt på        | Ela está perto da casa.             |
| onde                            | hvor          | Eu não sei onde mora a professora.  |
| Tidsbiord                       |               |                                     |
| ontem                           | i går         | Eu estive ontem na biblioteca.      |
| hoje                            | i dag         | Ele vai hoje para Belém.            |
| agora                           | nu            |                                     |
| sempre                          | altid         |                                     |
| Mådesbiord                      |               |                                     |
| bem                             | godt          | O Ronaldo joga bem.                 |
| malle                           | dåligt        |                                     |
| quase                           | næsten        |                                     |
| diretamente                     | direkte       | Nós vamos diretamente para a praia. |
| Gradbiord                       |               |                                     |
| muito                           | meget         | Ele fala muito.                     |
| pouco                           | lidt          | Ela fala pouco.                     |
| mais                            | mere          |                                     |
| bastante                        | tilstrækkelig |                                     |
| Benægtende og bekræftende biord |               |                                     |
| não                             | ikke          | Ele não fala francês.               |
| sim                             | ja            |                                     |
| nunca                           | aldrig        | Ela nunca esteve em Santa Catarina. |
| jamais                          | altid         |                                     |

## Forholdsord
De mest almindelige forholdsord i det portugisisk sprog er:
| Portugisisk | Dansk       |
| ----------- | ----------- |
| a           | til         |
| de          | fra, af     |
| em          | i, på       |
| para        | til, for    |
| por         | gennem, for |

Eksempel
| Portugisisk                | Dansk                           |
| -------------------------- | ------------------------------- |
| Eu vou a Lisboa.           | Jeg (går) tager til Lissabon    |
| A sandália da Mariana.     | Marianas sandal.                |
| Eu moro em Belo Horizonte. | Jeg bor i Belo Horizonte.       |
| Eu vou para São Vicente.   | Jeg (går) tager til São Vicente |
| Eu vou por Paris.          | Jeg (går) tager til Paris       |

## Konjunktioner
Konjunktioner er ord som har til opgave at sammenbinde sætninger eller sætningsdele.
| Portugisisk | Dansk       | Eksempel                                           |
| ----------- | ----------- | -------------------------------------------------- |
| e           | og          | O João e a Sílvia estlænderão em Aveiro.           |
| que         | at          | Ele diz que é dentista.                            |
| mas         | men         | Ela é de Braga, mas ele é de São Vicente.          |
| para        | for         |                                                    |
| ou          | eller       | Você quer chá ou café?                             |
| porque      | fordi       | Elas ficam no restaurante porque está muito calor. |
| também      | også        |                                                    |
| quando      | da, når     | Eu vou à praia quando está calor.                  |
| nem         | ikke heller |                                                    |
| se          | hvis        | Eu fico, se tu ficas.                              |

### Online
- FLIP -Portugisisk grammatik on-line Arkiveret 1. oktober 2015 hos  Wayback Machine
- Gramática On-line
- Praktisk Portugisisk Grammatik